# Nick Vannett
Nick Vannett (* 6. März 1993 in Westerville, Ohio) ist ein US-amerikanischer American-Football-Spieler auf der Position des Tight Ends. Er spielte College Football für die Ohio State Buckeyes. Im NFL Draft 2016 wurde er in der dritten Runde von den Seattle Seahawks ausgewählt. In der Saison 2024 war Vannett für die Tennessee Titans aktiv. Zuvor spielte er auch bei den Pittsburgh Steelers, den Denver Broncos, den New Orleans Saints, den New York Giants und den Los Angeles Chargers.

## Highschool
Vannett ging auf die Westerville Central High School und spielte dort Football und Basketball. Als Tight End fing er als Senior 47 Pässe für 606 Yards und acht Touchdowns.

## College
Vannett besuchte von 2011 bis 2015 die Ohio State University, wo er für die Buckeyes Football spielte. Nachdem er die Saison 2011 ausgesetzt hatte, kam er 2012 bereits in allen Spielen zum Einsatz und fing dabei neun Pässe für 123 Yards. Seine Einsatzzeiten erhöhten sich in den kommenden Jahren stetig, zumal er auch in den Special Teams zum Einsatz kam. Er wurde hauptsächlich als Blocker eingesetzt und kam am College insgesamt auf 55 Passfänge für 585 Yards und sechs Touchdowns.

## NFL
Vor dem NFL Draft 2016 wurde er von ESPNs Draft-Experten Todd McShay als bester verfügbarer Tight End bewertet. Vannett wurde in der dritten Runde des Drafts an 94. Stelle von den Seattle Seahawks ausgewählt. Am 24. September 2019 wurde er für einen Fünftrundenpick (2020) zu den Pittsburgh Steelers transferiert.
Im März 2020 einigte sich Vannett mit den Denver Broncos auf einen Zweijahresvertrag über 5,7 Millionen US-Dollar. Am 23. März 2021 entließen die Broncos Vannett nach einer Saison.
Kurz darauf unterschrieb er einen Dreijahresvertrag bei den New Orleans Saints. Am 19. November 2022 wurde Vannett von den Saints entlassen, wenig später schloss er sich dem Practice Squad der New York Giants an.
Am 2. August 2023 nahmen die Houston Texans Vannett unter Vertrag. Von den Texans wurde er vor Saisonbeginn entlassen, kurz darauf unterschrieb er einen Vertrag für den Practice Squad der Los Angeles Chargers. Am 1. November 2023 wurde er in den aktiven Roster befördert.
Im Mai 2024 schloss Vannett sich den Tennessee Titans an.